# Erin McLaughlin
Erin McLaughlin (* 9. März 2003 in Donegal) ist eine irische Fußballspielerin.

## Karriere

### Verein
Von Anfang 2019 bis Januar 2022 war McLaughlin in Nordirland für den Sion Swifts Ladies FC aktiv. Aktuell spielt sie in Irland für Peamount United in der seit 2023 existierenden Profi-Liga League of Ireland Women’s Premier Division.

### Nationalmannschaft
Nach der U17 kam sie im November 2022 zu ihrer ersten Nominierung für die A-Nationalmannschaft.
Am 9. Juni 2023 wurde bekannt gegeben, dass sie zum vorläufigen Kader für die Endrunde der Weltmeisterschaft gehört.